# Sukasada
Sukasada ist ein Distrikt (Kecamatan) im Westen des Regierungsbezirks (Kabupaten) Buleleng der indonesischen Provinz Bali. Er grenzt im Westen an den Kecamatan
Banjar, im Norden an Buleleng, im Südosten an Sawan und im Südwesten an Baturiti (Kab. Tabanan). Der Binnendistrikt gliedert sich in 15 Dörfer, nur das Verwaltungszentrum in Seririt hat als Kelurahan städtischen Charakter, die anderen 14 sind ländlich grprägt (Desa). Die Dörfer bestehen des Weiteren aus 65 Dusun/Banjar, 5 Lingkungan und 20 Desa Adat.

## Verwaltungsgliederung
| Kode PUM 1    | Dorf 2           | Fläche (km²) | Einwohner | Dichte (Einw. pro km²) |
| ------------- | ---------------- | ------------ | --------- | ---------------------- |
| 51.08.05.2001 | Pancasari        | 28,52        | 5.673     | 198,91                 |
| 51.08.05.2002 | Wanagiri         | 16,51        | 4.300     | 260,45                 |
| 51.08.05.2003 | Ambengan         | 9,36         | 4.411     | 471,26                 |
| 51.08.05.2004 | Gitgit           | 3,67         | 3.788     | 1.032,15               |
| 51.08.05.2005 | Pegayaman        | 16,32        | 8.037     | 492,46                 |
| 51.08.05.2006 | Silangjana       | 12,49        | 2.743     | 219,62                 |
| 51.08.05.2007 | Pegadungan       | 3,16         | 2.978     | 942,41                 |
| 51.08.05.2008 | Padangbulia      | 2,74         | 4.249     | 1.550,73               |
| 51.08.05.1009 | Sukasada         | 4,55         | 8.170     | 1.795,60               |
| 51.08.05.2010 | Sambangan        | 7,85         | 6.305     | 803,18                 |
| 51.08.05.2011 | Panji            | 10,31        | 12.192    | 1.182,54               |
| 51.08.05.2012 | Panji Anom       | 9,31         | 7.090     | 761,55                 |
| 51.08.05.2013 | Tegallinggah     | 9,54         | 8.353     | 875,58                 |
| 51.08.05.2014 | Selat            | 20,33        | 8.991     | 442,25                 |
| 51.08.05.2015 | Kayu Putih       | 9,30         | 5.681     | 610,86                 |
| 51.08.05      | Kec. Sukasada000 | 163,95       | 92.961    | 567,01                 |
Ergebnisse aus Fortschreibung (Datenstand: Ende 2021)

## Bevölkerung

### Bevölkerungsentwicklung der letzten drei Halbjahre
| Datum      | Fläche (km²) | Einwohner | männlich | weiblich | Dichte (Einw./km²) | Sex Ratio (m*100/w) |
| ---------- | ------------ | --------- | -------- | -------- | ------------------ | ------------------- |
| 31.12.2020 | 163,95       | 91.480    | 45.927   | 45.553   | 558,0              | 100,8               |
| 30.06.2021 | 163,95       | 89.866    | 45.095   | 44.771   | 548,1              | 100,7               |
| 31.12.2021 | 164,00       | 92.961    | 46.703   | 46.258   | 566,8              | 101,0               |
Fortschreibungsergebnisse